# Louise Dresser
Louse Dresser (Evansville (Indiana), 5 d'octubre de 1878 – Woodland Hills (California), 24 d'abril de 1965) va ser una actriu de vodevil nord-americana molt popular i posteriorment actriu de cinema mut. Va estar nominada a l'Oscar a la millor actriu en la seva primera edició.

## Biografia
Nascuda amb el nom de Louise Josephine Kerlin el 1878. En morir el seu pare en un accident ferroviari va obtenir la seva primera experiència amb el món del teatre als 16 anys en guanyar un premi de teatre amateur. Aquest consistia en un contracte professional en una companyia d'òpera còmica a Columbus. Es tractava d'una companyia menor que combinava cançons i números còmics amb xous de noies lleugeres de roba. Tan aviat com va poder guanyar prou per pagar-se el bitllet de tornada va abandonar la companyia. Als 18 anys, un dia, buscant partitures de cançons de vodevil va coincidir amb el compositor Paul Dresser, germà de Theodore Dreiser, que havia conegut el seu pare, Bill Kerlin, quan era un nen i aquest com a conductor de trens li regalava llaminadures. Paul va decidir ajudar a la filla d'aquell conductor. Li va suggerir d'utilitzar com a nom artístic el de Louise Dresser i fer-se passar per filla seva. Li va preparar una cançó (“My Gal Sal”) i la va presentar a un productor per a que fes una prova. Amb aquesta cançó i una segona també composta expressament per Paul Dresser, “On the Banks of the wabash”, Louise Dresser va començar la seva carrera com a cantant de vodevil.
El seu èxit la va portar primer a Chicago amb el grup “Louise Dresser and Her Picks”, al qual acompanyava un cor de noies afroamericanes. El 1898 es va casar amb el compositor Jack Norworth de qui es divorciaria el 1908. Posteriorment, el 1906, es va traslladar a Nova York. Allà, a més de cantant va començar a interpretar comèdies. El seu primer paper protagonista a Nova York va ser aquell mateix any en una revista musical titulada “About Town” amb Lew Fields, que es va mantenir en cartellera durant 4 mesos. L'any següent va actuar en un altre gran èxit, “The Girl Behind the Counter” de la que es van fer 260 representacions. Entre altres comèdies que va protagonitzar destaca “Potash and Perlmutter” (1913) que va arribar a les 882 funcions, moment en què la van retitular ("Abe and Mauruss: Potash and Perlmutter") per continuar l'èxit durant diversos anys en varis teatres. El 1910 s'havia tornat a casar amb l'actor Jack Gardner. La darrera obra a Broadway va ser “Have a Heart”(1917), la qual, malgrat tenir música de Jerome Kern i lletra de P.G. Wodehouse, no va rebre gaire bones crítiques. Dresser va abandonar la comèdia per tornar al vodevil, apareixent en esquetxos amb el seu marit.
El 1922 va començar a fer pel·lícules, al principi per un sou de 350 dòlars a la setmana, molt menys dels 2.000 dòlars que guanyava fins al moment, però en tres anys el seu sou va pujar fins als 3.500 dòlars la setmana. Va ser una actriu versàtil, que interpretava dones de mitjana edat que no necessàriament eren matrones, en melodrames, comèdies, westerns o pel·lícules romàntiques. Entre les seves pel·lícules mudes destaquen “The Eagle” (1925) i “A Ship Comes In" (1928) per a la que va ser nominada a l'Oscar a la millor actriu. Va fer amb èxit el pas al cinema sonor, fins a la seva retirada el 1937 va aparèixer en una vintena de pel·lícules. En retirar-se als 59 anys, va treballar com a voluntària a la Motion Picture Country House a Woodland Hills. En morir el seu marit el 1950 va intentar tornar al món de la interpretació però no va aconseguir ofertes. Va morir a Woodland Hills als 86 anys després d'una operació.

## Filmografia

### Cinema mut
- The Glory of Clementina (1922)
- Burning Sands (1922)
- Enter Madame (1922)
- The Fog (1923)
- Prodigal Daughters (1923)
- Salomy Jane (1923)
- Ruggles of Red Gap (1923)
- Woman-Proof (1923)
- To the Ladies (1923)
- The Next Corner (1924)
- What Shall I Do? (1924)
- The City That Never Sleeps(1924)
- Cheap Kisses (1924)
- Enticement (1925)
- Percy (1925)
- The Goose Woman (1925)
- The Eagle (1925)
- Fifth Avenue (1926)
- The Blind Goddess (1926)
- Padlocked (1926)
- Broken Hearts of Hollywood (1926)
- Gigolo (1926)
- Everybody's Acting (1926)
- The Third Degree (1926)
- White Flannels (1927)
- Mr. Wu (1927)
- A Ship Comes In (1928)
- The Garden of Eden (1928)

### Cinema sonor
- Mother Knows Best (1928)
- The Air Circus (1928)
- Not Quite Decent (1929)
- Madonna of Avenue A (1929)
- Mammy (1930)
- The Three Sisters (1930)
- This Mad World (1930)
- Lightnin (1930)
- Caught (1931)
- Stepping Sisters (1932)
- State Fair (1933)
- Song of the Eagle (1933)
- Doctor Bull (1933)
- Cradle Song (1933)
- David Harum (1934)
- The Scarlet Empress (1934)
- The World Moves On (1934
- Servants' Entrance (1934)
- A Girl of the Limberlost (1934)
- Hollywood on Parade (1934)
- Maid of Salem (1937)